# 剑川乌头
剑川乌头（学名：Aconitum handelianum）为毛茛科乌头属下的一个种。

## 扩展阅读
- 維基物種上的相關：剑川乌头